# Napothera epilepidota
Napothera epilepidota е вид птица от семейство Pellorneidae.

## Разпространение
Видът е разпространен в Бутан, Виетнам, Индия, Индонезия, Китай, Лаос, Малайзия, Мианмар и Тайланд.